# Šjang Džja
Šjang Džja ali Jang Džja (kitajsko 陽甲) z osebnim imenom Dzi He je bil kitajski kralj iz dinastije Šang. 
V Zapisih velikega zgodovinarja ga Sima Čjan šteje za osemnajstega kralja dinastije Šang, ki je na prestolu nasledil svojega bratranca Nan Genga. Ustoličen je bil v letu renšu v prestolnici Jan.  
V tretjen letu vladanja je poslal svojo vojsko proti barbarom v Danšanu. Vladal je okoli sedemnajst let, po podatkih v nekaterih virih samo sedem let. Po smrti je dobil ime Jang Džja. Nasledil ga je njegov  mlajši brat Pan Geng.
Na orakeljskih kosteh, izkopanih v Jinšuju, je omenjen kot sedemnajsti kralj dinastije Šang s posmrtnim imenom Šjang Džja.